# Rue du Rempart-Villeneuve
Pour les articles homonymes, voir Rue du Rempart.
La rue du Rempart-Villeneuve (en occitan : escorsièra Vilanòva) est une voie de Toulouse, chef-lieu de la région Occitanie, dans le Midi de la France.

## Situation et accès

### Description
La rue du Rempart-Villeneuve est une voie publique. Elle se trouve dans le quartiers Saint-Georges.
La chaussée compte une seule voie de circulation automobile à sens unique, de la place Victor-Hugo vers la rue Lafayette. Elle appartient à une zone de rencontre et la vitesse y est limitée à 20 km/h. Il n'existe pas de piste, ni de bande cyclable, quoiqu'elle soit à double-sens cyclable sur toute sa longueur.

### Voies rencontrées
La rue du Rempart-Villeneuve rencontre les voies suivantes, dans l'ordre des numéros croissants (« g » indique que la rue se situe à gauche, « d » à droite) :
1. Rue Lafayette
2. Rue Caussette (g)
3. Place Victor-Hugo

## Odonymie
Le nom de la rue du Rempart-Villeneuve (escorsièra Vilanóva en occitan) rappelle le tracé ancien des « escoussières » (escorsièras, « chemin de ronde » en occitan), c'est-à-dire les chemins qui longeaient, du côté de la ville, le rempart de Toulouse, et servaient de chemin de ronde. Il portait déjà parfois ce nom sur les cadastres du XVIe siècle : la mention de Villeneuve rappelle la proximité de la porte Villeneuve (emplacement au-devant des actuels no 22 et 35 rue Lafayette) et de la rue de la Porte-Villeneuve (actuelle rue Lafayette). Elle devaient ce nom à la famille des Villeneuve, une importante famille de notables toulousains.

## Patrimoine et lieux d'intérêt
- no  3 : Café Benjamin.
L'immeuble est construit en 1940 dans le goût Art Déco, et particulièrement dans le style « paquebot », sur les plans de l'architecte Michel Munvez. Il s'élève à l'angle de la rue Caussette (actuel no 2), l'angle aigu de la rue étant mis en valeur par l'arrondi du bâtiment. Au rez-de-chaussée, qui accueillait à l'origine le Café Benjamin, s'ouvre une baie à six pans. Au 1er étage, le mur sans ouverture est formé de cinq arrondis. Aux niveaux supérieurs, l'angle est adouci par les balcons arrondis, dotés de garde-corps qui évoquent la rambarde d'un paquebot. La dernière travée à droite est occupée au rez-de-chaussée par la porte d'entrée, surmontée d'une imposte en ferronnerie, et aux étages par la cage d'escalier, en encorbellement et éclairée par des œils-de-bœuf[3].

- no  6 : immeuble.  Inscrit MH (1976, façades et toitures)[4]. 
L'immeuble est construit en plusieurs campagnes entre la place Wilson (actuel no 13), la rue du Rempart-Villeneuve et la place Victor-Hugo (actuel no 7). Les corps de bâtiment sur la rue du Rempart-Villeneuve sont élevés en 1839 par l'architecte Urbain Vitry, dans un style néo-classique, dans la continuité de la façade de la place Wilson réalisée par Jacques-Pascal Virebent. Les étages des travées de droite ont été complétés plus tard, en 1864, par l'architecte Henri Bach, qui a repris les travaux de ses prédécesseurs. Sur la rue du Rempart-Villeneuve, la façade compte vingt-deux travées et s'élève sur cinq niveaux (rez-de-chaussée, entresol, deux étages et un comble). Le rez-de-chaussée est formé de grandes arcades de boutique voûtées en plein cintre qui alternent avec des ouvertures rectangulaires plus étroites. L'entresol est orné de bossages. Au 1er étage, les fenêtres sont encadrées de pilastres à chapiteaux doriques surmontés d'une corniche[5].